# 督军湖
督军湖是一个位于中国江西省波阳县的湖泊，面积约为1.6平方千米。